# Société des agriculteurs de France
Pour les articles homonymes, voir SAF.
La Société des agriculteurs de France (SAF), est connue sous le nom d'AgriDées depuis 2018. C'est une société savante fondée en 1867 par des notables dans la perspective d'encadrer l'agriculture et le travail des paysans dans le cadre du développement du capitalisme bancaire et industriel. Il s'agit d'une organisation influente, qui a œuvré sans discontinuité depuis la date de sa création, par la publication de revues spécialisées et l'organisation de groupes de travail. Il s'agit d'une association loi de 1901.

## Historique

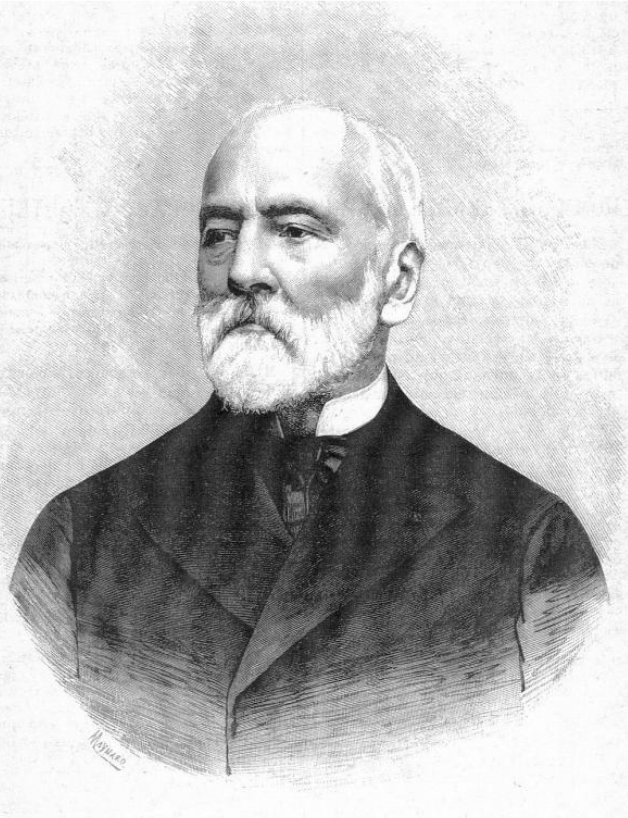
Portrait d’Édouard Lecouteux, fondateur de la Société des agriculteurs de France

### Fondation en 1867
À l’été 1867, Edouard Lecouteux organise le neuvième « Concours International de Labourage par machines à vapeur et par charrues à labours profonds ». Il est professeur d’économie rurale à Institut national agronomique, rédacteur en chef de la revue Journal d'Agriculture pratique et membre du Conseil supérieur de l’Agriculture. C'est à l'issue de ce concours que l'idée de fonder une société émerge.
La Société des agriculteurs de France est fondée en 1867 avec pour but de rassembler les propriétaires issus de la noblesse, ayant un lien avec le capitalisme industriel et bancaire, un des objectifs c'est d'encadrer la paysannerie politiquement et socialement. Au début de l’année 1868, la société des agriculteurs de France entre en phase d’organisation. L'objectif annoncé dans le discours inaugural, c'est de permettre de dynamiser les sociétés centrales d'agriculture dans chaque département. Le 13 mai, les 867 membres de la première heure élisent leur premier Président, Édouard Drouyn de Lhuys lors de l’Assemblée générale constitutive et les statuts de la société sont déposés. La Société des agriculteurs de France est reconnue d’utilité publique le 28 février 1872.
Le siège historique de l'association est situé au 8 rue d’Athènes à Paris.
La société est reconnue d’utilité publique en 1872. 

### Création de sections thématiques
Les travaux de réflexion sont alors répartis en 12 sections : Agriculture - Élevage et industrie laitière – Viticulture – Sylviculture - Horticulture et pomologie (arboriculture) - École nationale du génie rural, des eaux et des forêts - Industrie agroalimentaire – Sériciculture, entomologie, pisciculture – Économie agricole et Code rural et de la pêche maritime – Enseignement agricole – Élevage du cheval en France – Relations internationales.

### Rôle dans le syndicalisme agricole à la fin duXIXesiècle
Après la loi de 1884 sur la reconnaissance du syndicalisme, la société des agriculteurs de France décide de patronner le mouvement syndical naissant et héberge l'Union centrale des syndicats agricoles qui regroupe des notables et des exploitants aisés,. Cette Union, dirigée par la SAF, compte au début du XXe siècle 57 syndicats pour un total de 314 343 inscrits, soit la moitié de tous les adhérents aux différents syndicats agricoles français (750 000 agriculteurs en 1910).
La Société fonde deux syndicats en août 1910 : le Syndicat français de la Main-d’œuvre agricole et le Comité d’Étude et de Contrôle de la Main-d’œuvre étrangère. Chacun ayant pour président des membres de la société des agriculteurs de France. L'ensemble de ces syndicats est hébergé à la même adresse, 8 rue d’Athènes à Paris.

### Rôle de la société auXIXesiècle

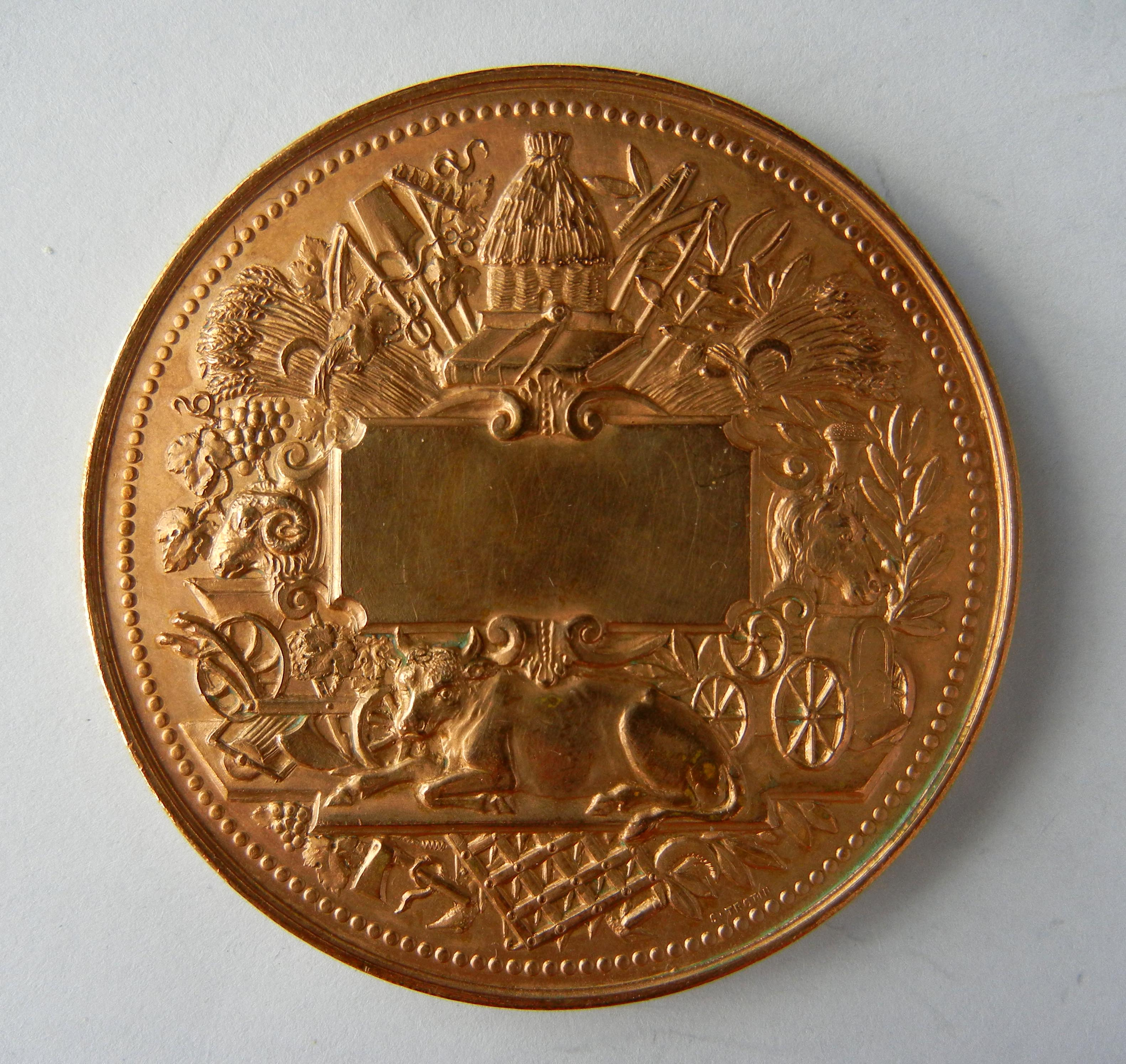
Médaille Société des agriculteurs de France. Graveur : Charles Trotin. Revers.

La société des agriculteurs de France soutient des initiatives. Par exemple, en 1892, la Société soutient le projet de création d'un nouveau diplôme agricole, porté par frère Cyprien, enseignant membre de la congrégation des Frères de l'instruction chrétienne de Ploërmel, en association avec le Charles de Lorgeril, président de l'Association bretonne. Tous deux présentent à la société un programme d’enseignement agricole pour les écoles rurales avec la création d’un examen, le certificat agricole primaire, ayant pour idée de remplacer le certificat d’études primaires par un certificat agricole professionnel. À la suite de l'adoption du projet par la Société ayant adopté le projet, l'examen est mis en place dans plusieurs écoles de Bretagne.
La société des agriculteurs de France publie également un almanach, un calendrier de l'agriculture.
La Société remet des médailles pour récompenser des actions en lien avec le développement de l'agriculture.
Société des Agriculteurs de France propose des concours. Le thème mis au concours en 1895, c'est celui de la petite propriété rurale. Tandis qu'en 1899, il s'agit d'un concours portant réflexion sur le passé, la situation actuelle et l'éventualité d'une réforme de la législation des communaux. En réponse à ce concours, Roger Graffin, docteur en droit, publie un mémoire sur l'histoire et l'analyse critique des biens communaux en France en 1899. La thèse défendue dans ce mémoire, le partage des terres sous forme de jardins ouvriers, est valorisée par la Société, qui couronne ce mémoire parmi les quatre ouvrages reçus.

### Critique des Républicains à la fin duXIXesiècle
La création de la SAF est liée à l’inauguration de la politique de libre-échange décrétée par Napoléon III. Il s'agit d'une société savante fondée sur l'idée de la sauvegarde de la civilisation agricole, avec des objectifs économiques et moraux. En cela, la société est plutôt considérée comme conservatrice,. La société est critiquée dans la République française, le journal de Léon Gambetta, dans lequel elle est décrite comme « une machine de guerre contre le gouvernement de la République », dans laquelle l'assemblée des grands propriétaires ruraux constituent « la féodalité agricole ». La création d’un ministère de l’Agriculture, initiée par Léon Gambetta a pour but de rallier les campagnes au régime républicain. Il souhaite ainsi prendre le parti de la moyenne et la petite culture et de se poser en alternative aux grands propriétaires terriens rassemblés dans la Société des agriculteurs de France.

### En 2018, la SAF devient un think tank intitulé Saf agr’iDées, réfléchir pour agir
L'association est aujourd’hui un think-tank qui regroupe des chefs d'exploitations imprégnés de mentalité industrielle et commerciale, à l’écoute du marché, qui valorisent une agriculture d’entreprise. 
Les rapports d'étude édités par la société servent dans le débat public, sur des questions comme celle de la PAC par exemple. 
Pour suivre les évolutions dans les formes d’organisation de la production, pour mieux les accompagner, la société fait partie des groupes d'idées qui formulent l'idée selon laquelle il faudrait dépasser la conception de l’exploitation agricole fondée sur une famille détentrice des moyens de production et de son foncier. 
Depuis le 1er juillet 2019, Jean-Baptiste Millard a pris les fonctions de délégué général, succédant à Patrick Ferrère. Le laboratoire a également changé de nom pour "saf agr'iDées", puis "agridées", publiant ses expertises avec cette nouvelle identité visuelle. Le Conseil d'administration a élu en mai 2016 comme nouveau Président Damien Bonduelle, 62 ans, producteur de salades en région nantaise et entrepreneur de travaux agricoles (spécialisé en légumes et betteraves) en région picarde.
Depuis sa création, elle reste fidèle à sa vocation initiale : être le laboratoire d’idées du secteur agricole. Sa mission est de porter le Progrès en agriculture. C’est un lieu d’expertise, un forum de réflexion, une force de proposition sur les questions structurelles (politiques publiques, économie, juridique et fiscal…).
La structure est en relation avec les autres think tanks français. La SAF a participé au Forum des think tanks[Quoi ?] avec Fondapol, Terra nova, la fondation Jean-Jaurès, la fondation Robert-Schuman, la fondation Concorde, la fondation iFRAP, la fondation Res Publica, l’Institut de l’Entreprise, l’Institut Montaigne, le Cercle des économistes, etc.
Lors de la 1re édition en 2010, elle a participé à la table ronde « Quel modèle de développement, pour quelles finalités ? », en 2011 à la table ronde « Peut-on encore produire en France ? » et en 2012 à la table ronde « L'imagination c'est pour quand ? Repenser l’humain. » Elle a organisé en 2014 lors de son AG une conférence sur le rôle des think tanks français, tout en officialisant son changement de nom pour saf agr'iDées et identité visuelle.
En 2016 et en 2017, agridées a reçu le label Think tank & Transparent créé et réalisé par l’Observatoire Européen des Think Tanks. Ce label est la concrétisation d’une étude inédite à cette échelle en France et en Europe par les équipes de l’Observatoire, de façon totalement indépendante.
Durant le dix-neuvième siècle, la SAF s’est illustrée par la mise en place progressive du paysage des organisations professionnelles agricoles actuelles, à savoir la Mutualité sociale agricole, Groupama, ou encore la Caisse de prévoyance des cadres des exploitants agricoles. La SAF a aussi participé à la création des Centre d'études techniques agricoles et du secteur bancaire agricole, notamment de la Banque française de l’agriculture ou d’autres organismes de crédit.
La SAF prône depuis ses origines une agriculture d’entreprise à l’écoute du marché. Les échanges et débats issus de ses rendez-vous ont donné la matière qui a permis à la SAF d’éditer ses rapports annuel. Ceux-ci sont à l’origine de plusieurs avancées dans le monde agricole : reconnaissance du fonds agricole, création de la dotation pour aléas, cessibilité du bail rural, ou encore l’intégration progressive de la protection de l’environnement dans la stratégie d’entreprise.
Les rapports annuels de la SAF puis agridées depuis 2007 :
- 2007 : PAC 2013, la SAF s’engage
- 2008 : Compétitivité des entreprises agricoles, nos propositions
- 2009 : 160 recommandations pour une nouvelle orientation de l’agriculture
- 2010 : Un nouveau Pacte pour l’Europe !
- 2011 : Pour une nouvelle politique du foncier !
- 2012 : Changement d’attitude pour les agriculteurs
- 2013 : Agricultures et territoires, pour des synergies gagnantes ! Cohésion des Hommes, cohérence des projets

Depuis le Rapport 2013, agridées a publié de nombreuses Notes de thinks tanks, sur des thèmes divers : La résilience des filières bio  /   Tous acteurs de la transition numérique agricole     /     Fédérer les acteurs de l’innovation avec des partenariats public-privé /   Semences : une pépite française, des concentrés de valeurs / De nouveaux modèles de croissance pour les industries agroalimentaires françaises (IAA) ? /   Dimension des entreprises agricoles : libérer et responsabiliser ! /   Les agriculteurs, producteurs d’eau potable  / Paiements pour Services Environnementaux (PSE) en agriculture / Lait : opportunités et stratégies gagnantes      /     France-Allemagne : forces et faiblesses de l’agriculture et agro-industrie    / L’animal : lame de fond sociétale [1] / L’animal : l’éclatement juridique [2].
Plus synthétiques, ses Notes d'analyse ont porté sur l'assurance agricole, la filière bovine, l’agriculture des DOM, la contractualisation, la PAC 2020, une réponse au défi européen etc.

## Les présidents de la SAF depuis 1867
Membres cofondateurs : Amand Louis Victor Decauville.
- Eugène Chevandier de Valdrome, fondateur[15]
- Édouard Drouyn de Lhuys (1867 - 1878)[16]
- Elie de Dampierre (1878 – 1896)[17]
- Melchior de Vogüé (1896 - 1911)
- Émile Pluchet (1912 - 1918)
- Louis de Vogüé (1919 - 1935)
- Prosper Gervais (1935 - 1937)
- Henri Cournault (1938 - 1953)[17]
- François de Vogüé (1954 – 1964)
- Hubert Aube (1964 – 1972)
- Charles Lefort (1972 – 1974)
- Anne-François d’Harcourt (1974 – 1986)
- Jean Barret (1987-1997)[18]
- Dominique Mathieu (1997-1999)
- Jean-François Colomer (1999-2004)
- Hervé Morize (2004-2009)
- Laurent Klein (2009-2016)[19]
- Damien Bonduelle (depuis 2016)

## Publications
- Bulletin de la Société des agriculteurs de France, Paris, Société des agriculteurs de France, 1869-1927 (BNF 34378208).
- Revue des agriculteurs de France, Paris, Société des agriculteurs de France, 1928-1944 (BNF 32858126).
- L'Agriculture pratique : la revue des agriculteurs de France, Paris, Société des agriculteurs de France, 1945-1961 (BNF 34378089).
- La Revue des agriculteurs de France, Paris, Société des agriculteurs de France, 1962-1964 (BNF 34444734).
- Les Agriculteurs de France : l'agriculture pratique, Paris, Agriculteurs de France, 1965-2017 (BNF 34377789).
- Agridées - la revue, Paris, Agridées, 2018 (à partir de) (BNF 45551485).